# 君だけを (郷ひろみの曲)
「君だけを feat.童子-T」（きみだけを・フィーチャリング・どうじ・ティー）は、2008年5月14日に発売された郷ひろみ90作目のシングル。

## 概要
前作「Good Times Bad Times」から約5か月を置いて発売された、アルバム『place to be』先行シングル。「君だけを feat.童子-T」はオフィシャルサイトにて実施された次作シングルを決めるファン投票アンケートにノミネートされた4曲のうち、最も投票数が多かった楽曲。「男が恋に出逢うとき」以来15作振りのノンタイアップシングルとなった。ジャケットは2種類あり、初回生産盤はカラー3面6Pブックレット仕様。初回生産盤が市場から無くなると写真が異なる通常盤仕様に切替わる。

## 収録曲
1. 君だけを feat.童子-T（4分47秒）
作詞：童子-T
作曲：童子-T、Shingo.S、DJ TAKI-SHIT
編曲：DJ TAKI-SHIT、Shingo.S
初のR&B調楽曲で童子-Tを客演に迎えて制作された[1]。
2. Somebody stop me（3分51秒）
作詞：juve
作曲：川口進
編曲：河野伸
3. 君だけを feat.童子-T (Instrumental)
4. Somebody stop me (Instrumental)

## 参加ミュージシャン
郷ひろみ：Vocal (#1,2)、Chorus (#1)